# Departure (SCANDAL單曲)
《Departure》是日本女子搖滾樂團SCANDAL的第18張單曲，2014年4月23日由Epic Records Japan Inc.發行。本單曲是首張由成員負責全曲作詞和作曲的作品。

## 簡介
本單曲分為通常盤和初回限定盤A・B三種發售。
通常盤為兩首歌曲組合的CD，初回限定盤則附錄「Best★X'mas 5之現場映像」DVD。

## 收錄曲目

### 通常盤
1. Departure [4:44]
作詞・作曲：MAMI　編曲：龜田誠治
2. Rainy [3:54]
作詞：RINA　作曲・編曲：SCANDAL
3. Departure （Instrumental）

### 初回生產限定盤A

#### CD
同通常盤。

#### DVD
"BEST X'mas 5"～SPECIAL SELECTION VIDEO Vol. 1～(2013.12.23 at SHIBUYA-AX)
1. 應該不會再見了、要保重喔（会わないつもりの、元気でね）
2. LOVE SURVIVE
3. Space Ranger（スペースレンジャー）

### 初回生產限定盤B

#### CD
同通常盤。

#### DVD
"BEST X'mas 5"～SPECIAL SELECTION VIDEO Vol. 2～(2013.12.23 at SHIBUYA-AX)
1. SCANDAL BABY
2. Queens are trumps
3. DOLL

## 外部連結
- （日語） SCANDAL | 消息